# Bernard Shawsingel

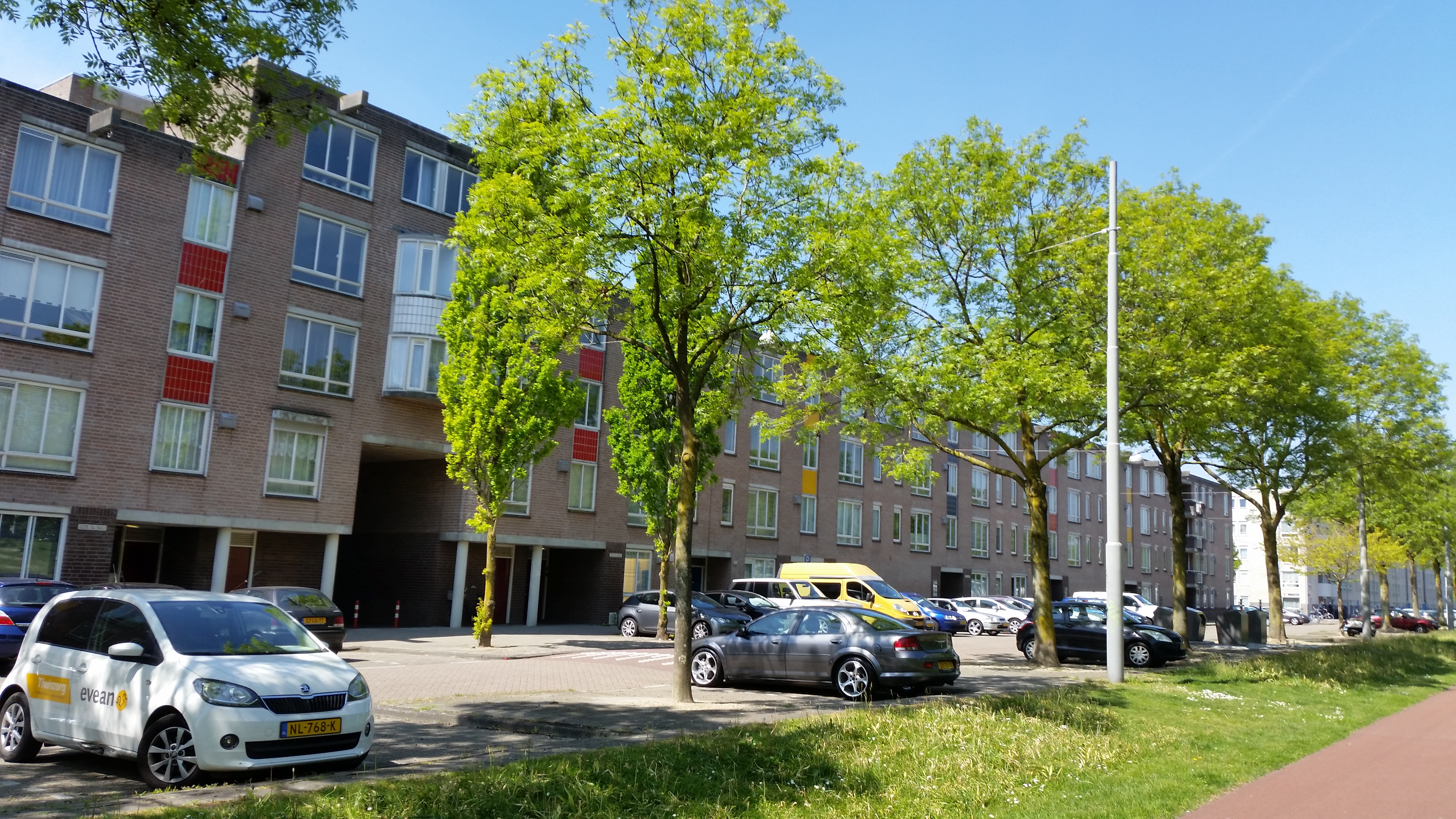
Woonblok 242-410 met toegangspoort binnentuinen (mei 2020)

De Berhard Shawsingel is een waterweg en straat in Amsterdam-Zuidoost.

## Ligging en geschiedenis
De singel en straat zijn per raadsbesluit van 17 november 1982 vernoemd naar schrijver George Bernard Shaw. Het maakt onderdeel uit van de buurt Venserpolder-West, het westelijk deel van Venserpolder. Meerdere straten in de buurt zijn vernoemd met schrijvers in combinatie met vrijdenkers. De straat begint aan de Andersensingel (vernoemd naar Hans Christian Andersen), kruist de Alfred Döblinstraat (Alfred Döblin) en eindigt op de Berthold Brechtstraat (Berthold Brecht). Parallel aan singel en straat ligt het Abcouderpad, dat de hele wijk Amsterdam Zuidoost doorsnijdt. De buurt Venserpolder-West is ingericht naar ontwerp van Carel Weeber, dat uitermate rechtshoekig is. Het oorspronkelijke idee van gescheiden verkeersstromen binnen de wijk Amsterdam Zuidoost is hier niet toegepast (maar begint al bij het Abcouderpad); er zijn brede rechte straten.
In de wijk zelf is geen kunst in de openbare ruimte te vinden; wel staat aan de niet bebouwde overzijde van de singel een titelloos beeld van Jos Kokke, in de volksmond Baken geheten. Openbaar vervoer is niet aanwezig in de straat, maar op loopafstand bevinden zich metrostation Strandvliet en buslijnen op de Dolingadreef.

## Gebouwen
De straat is slechts aan een zijde bebouwd rond 1986; de huizen kijken uit over de langs de singel liggende parkeerplaatsen en vrijgehouden groenstrook (met Abcouderpad) die doorloopt tot de Dolingadreef. Huisnummers lopen op van 2 tot en met 410. Dit zou normaliter een lange straat opleveren, maar de huisnummers zijn hier per appartement gegeven. De wijk en dus ook straat wordt gekarakteriseerd door de door plan-Weeber voorgeschreven grote aaneengesloten woonblokken, hijzelf ontwierp elders in de wijk het eerste blok, dat ook in 2020 nog aangegeven staat als “Blok 1”. Weeber schakelde voor de Bernard Shawsingel andere architecten in al is (nog) niet duidelijk wie hier wat heeft ontworpen. Alle woonblokken hebben drie tot vier bouwlagen en hebben toegangspoorten naar binnentuinen.